# Militär flygplats

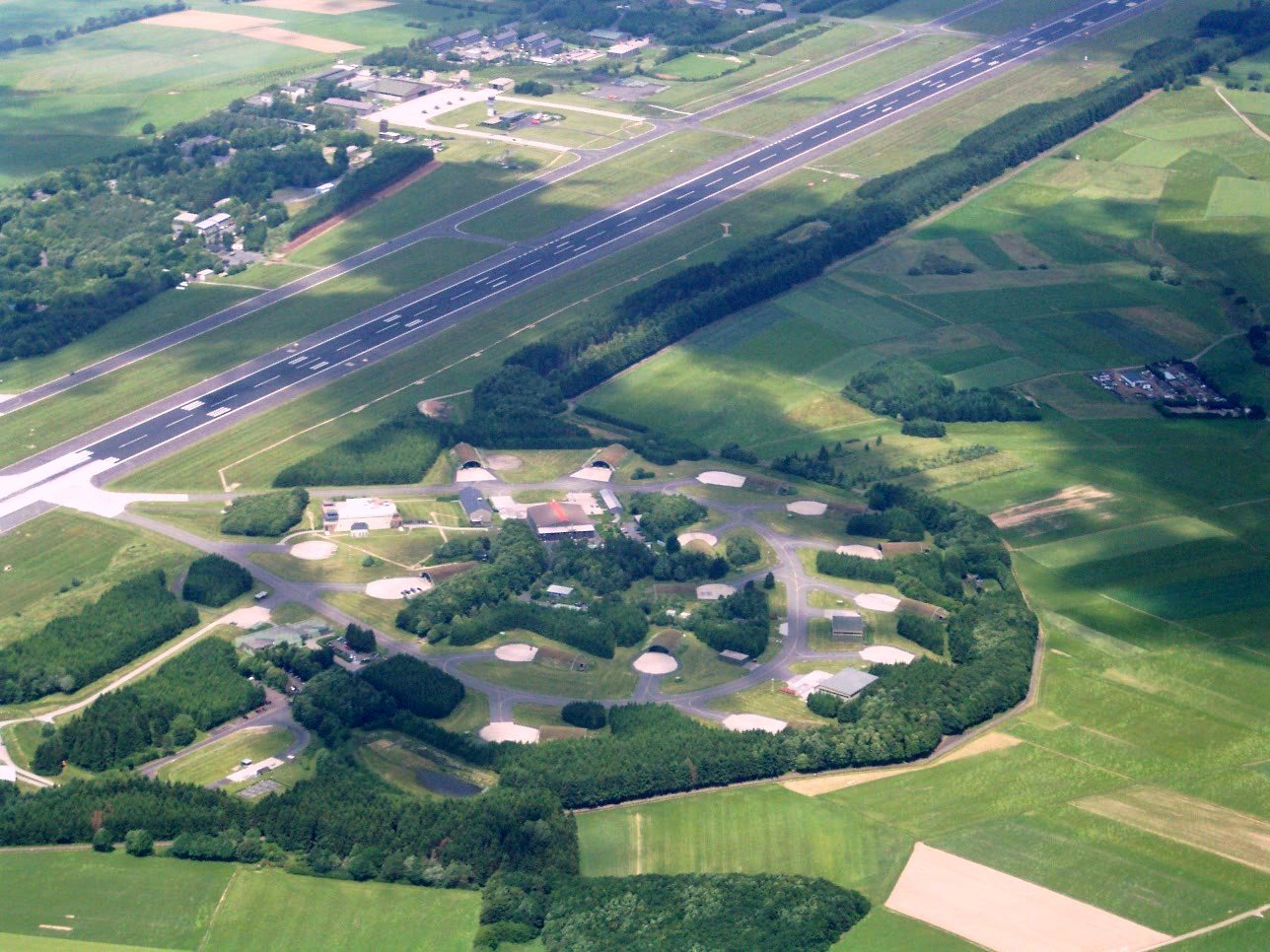
Tyska flygvapnets flygbas i Büchel i Landkreis Cochem-Zell.

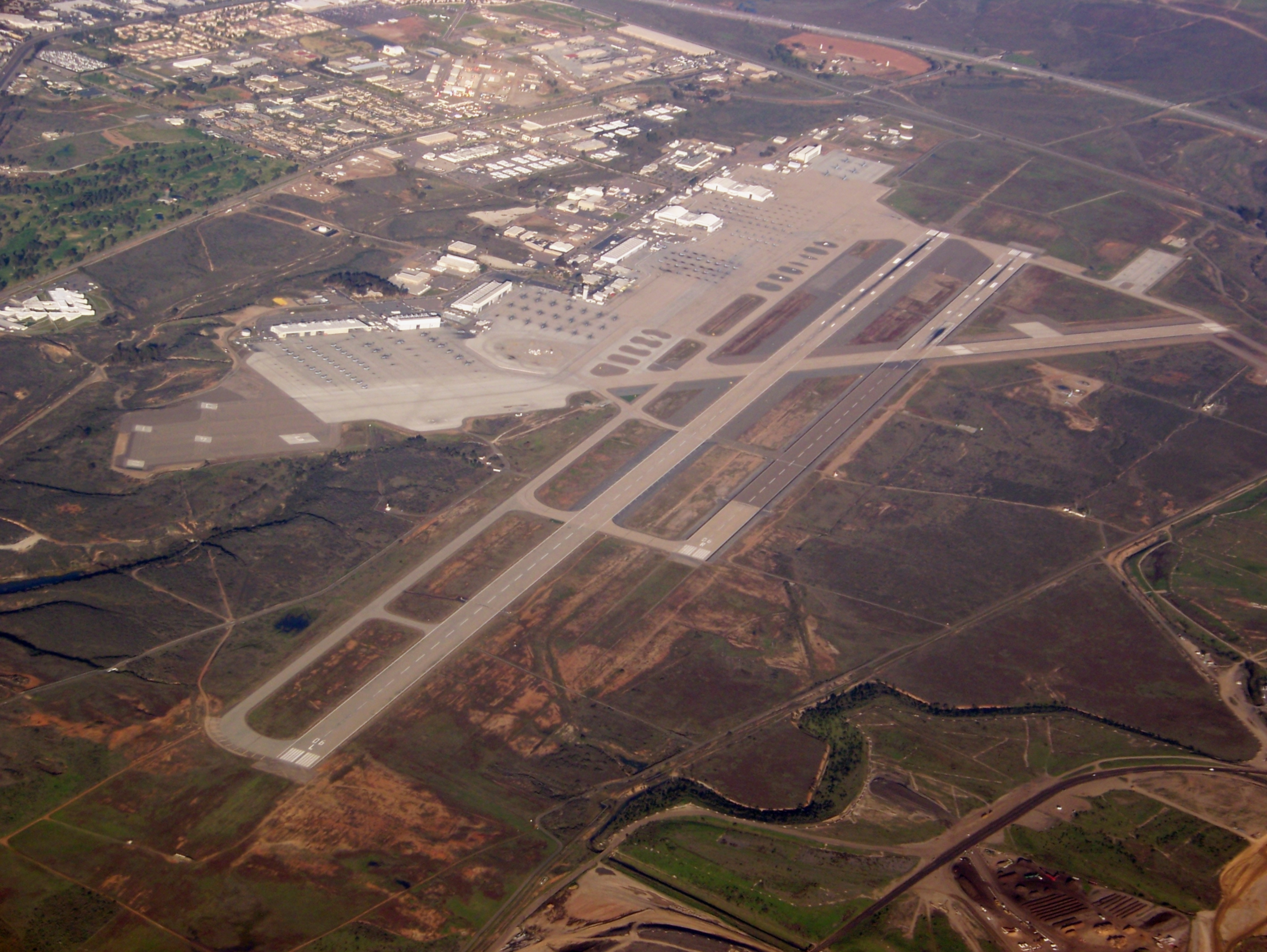
Marine Corps Air Station Miramar utanför San Diego, Kalifornien, USA.

En militär flygplats eller militär flygbas är ett militärt flygfält som ger flygtekniskt stöd till militärflyg samt basmaterielunderhåll och svarar för fälthållning på flygfältet.
En militär flygplats skiljer sig från civila flygplatser eftersom de inte hanterar stora volymer av passagerare samt att de ej har någon tullstation eller immigrationsenhet. Vidare skiljer sig den genom att militärflygplan vanligtvis använder annorlunda stödutrustning och kräver anläggningar tillräckligt isolerade från civil verksamhet på grund av frågor som hemliga handlingar, flygsäkerhet och förvaring av ammunition.
En del militära flygplatser delar flygfältet med en civil flygplats. Ibland preciseras då den civila delen som flygstation, som även i regel ligger skild från den militära delen.

## Sverige

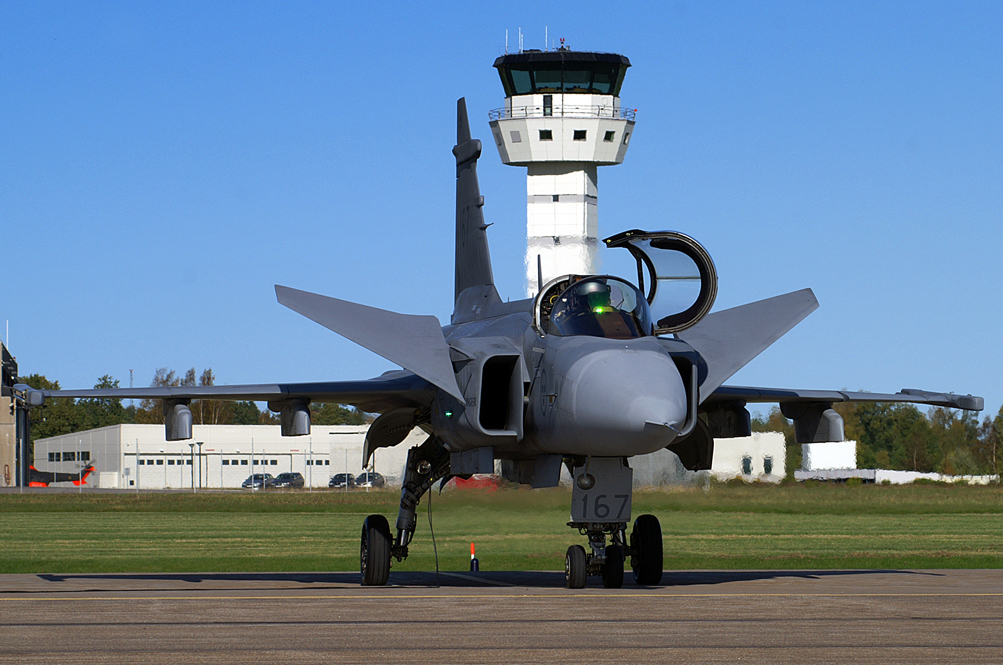
JAS 39 Gripen tillförande svenska flygvapnet på Såtenäs flygplats.

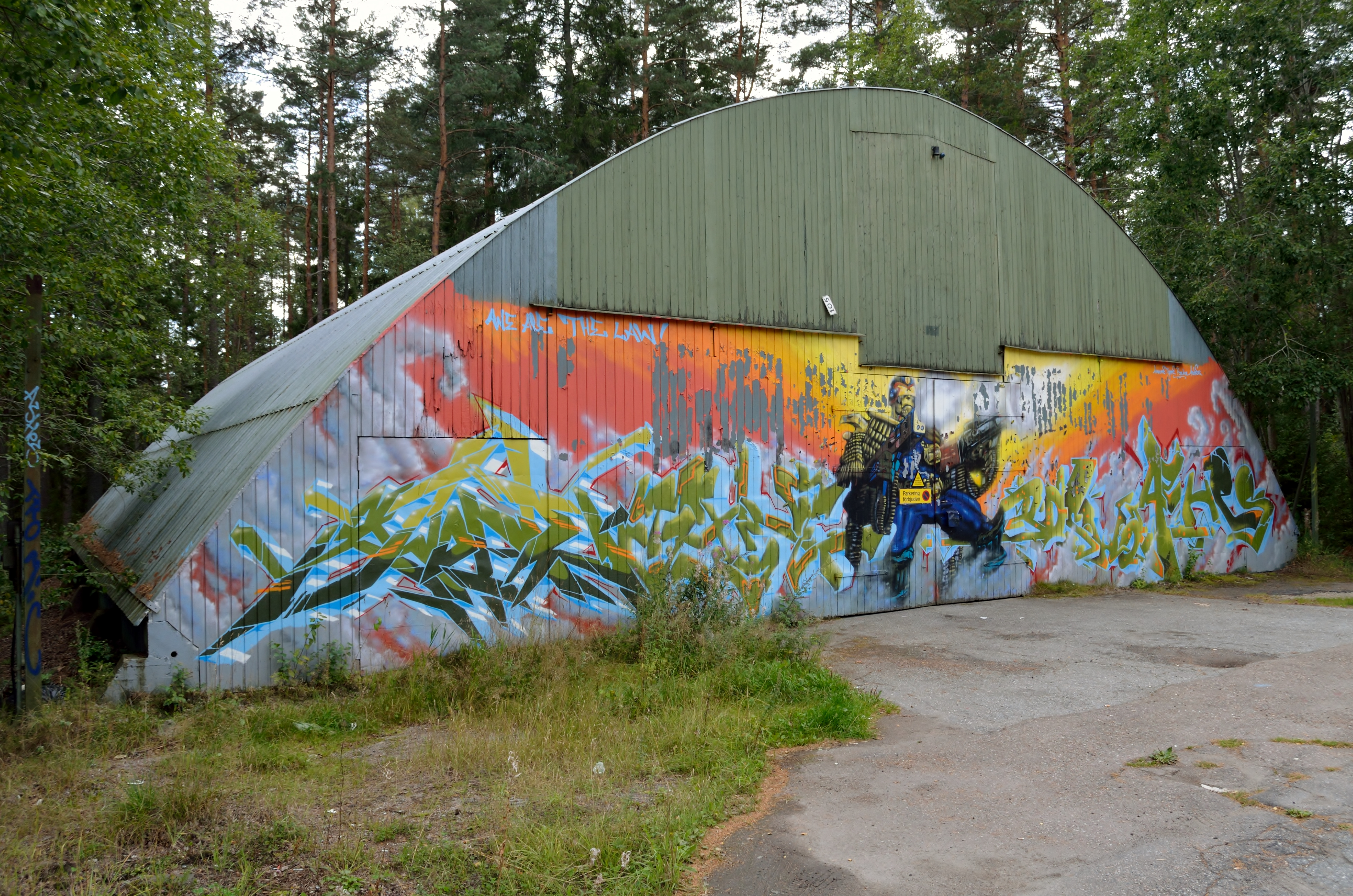
Fälthangar vid en numera avvecklad svensk flygbas.

### Militära flygplatser i Sverige
- Karlsborgs flygplats[1]
- Malmens flygplats[1]
- Såtenäs flygplats[1]
- Uppsala-Ärna flygplats[1]

### Kombinerade flygplatser i Sverige
I Sverige finns det civila flygplatser som delar flygfält med en flygflottilj.

#### Nuvarande
- Halmstads flygplats delar med Försvarsmaktens tekniska skola[1]
- Luleå-Kallax flygplats delar med F 21 Luleå[1]
- Ronneby flygplats delar med F 17 Kallinge[1]
- Stockholm-Bromma flygplats delar med F 7 Såtenäs för Statsflyget[2][1]
- Visby flygplats delar med F 17 Gotland[1]

#### Tidigare
- Stockholm-Västerås flygplats delades med F 1 Hässlö
- Åre Östersunds flygplats delades med F 4 Frösön
- Ängelholm-Helsingborgs flygplats delades med F 10 Ängelholm
- Dala Airport kombinerad som reservflygplats till Flygvapnet
- Kalmar flygplats delades med F 12 Kalmar
- Halmstads flygplats delades med F 14 Halmstad
- Bunge flygfält
- Stockholm-Tullinge flygplats delades med F 18 Tullinge
- Söderhamns flygplats, delades med F 15 Söderhamn
- Göteborg-Säve flygplats, delades med Flygvapnet och 12. helikopterdivisionen.

### Krigsbaser
Inom det svenska försvaret fanns ett decentraliserat flygbassystem för användning i krig, Bas 60 och Bas 90.